# Gutsfriedhof Beetzendorf

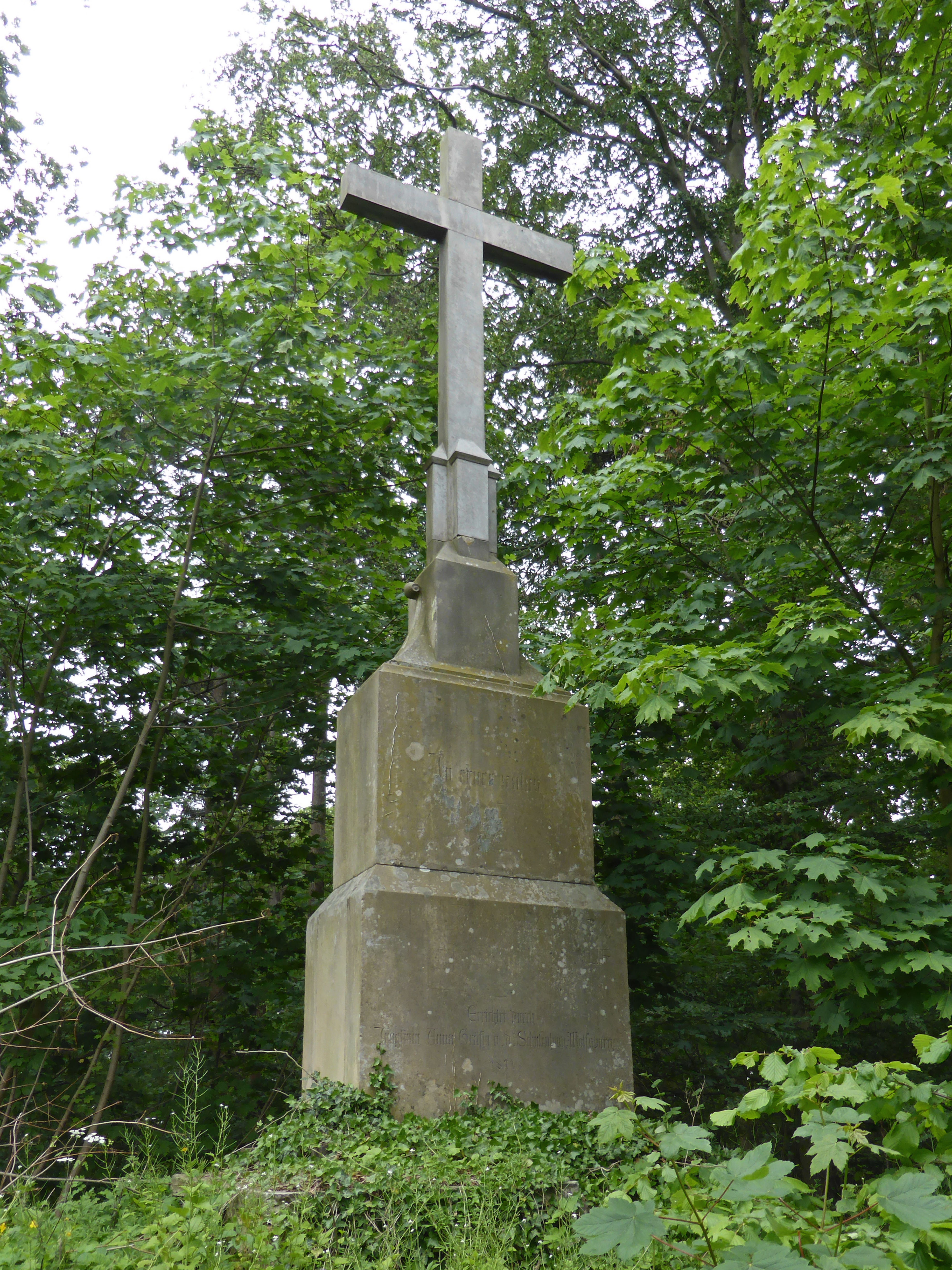
Kreuz auf dem Gutsfriedhof

Der Gutsfriedhof Beetzendorf befindet sich rund ein Kilometer östlich der Beetzendorfer Ortslage an der Straße nach Siedengrieben am Eiskuhlenberg. Der Friedhof wurde 1870 angelegt und beinhaltet Grabstätten von Mitgliedern, Mitarbeitern und Gästen der Familie von der Schulenburg. Er ist im Denkmalverzeichnis des Landes Sachsen-Anhalt als Denkmalbereich mit der Erfassungsnummer 094 30542 verzeichnet.

## Grabmale
1871 ließ Anna von der Schulenburg-Wolfsburg (1826–1902), eine Tochter von Werner von der Schulenburg-Wolfsburg, vom Bildhauer Peter Fuchs ein den Friedhof überragendes Kruzifix errichten. Am 12. Februar 1894 wurde das Kruzifix von einem Sturm zertrümmert, am 23. September 1896 ließ Bertha von der Schulenburg (1834–1918) an seiner Stelle ein Kreuz errichten.
Zu den auf dem Friedhof bestatteten Verstorbenen gehören:

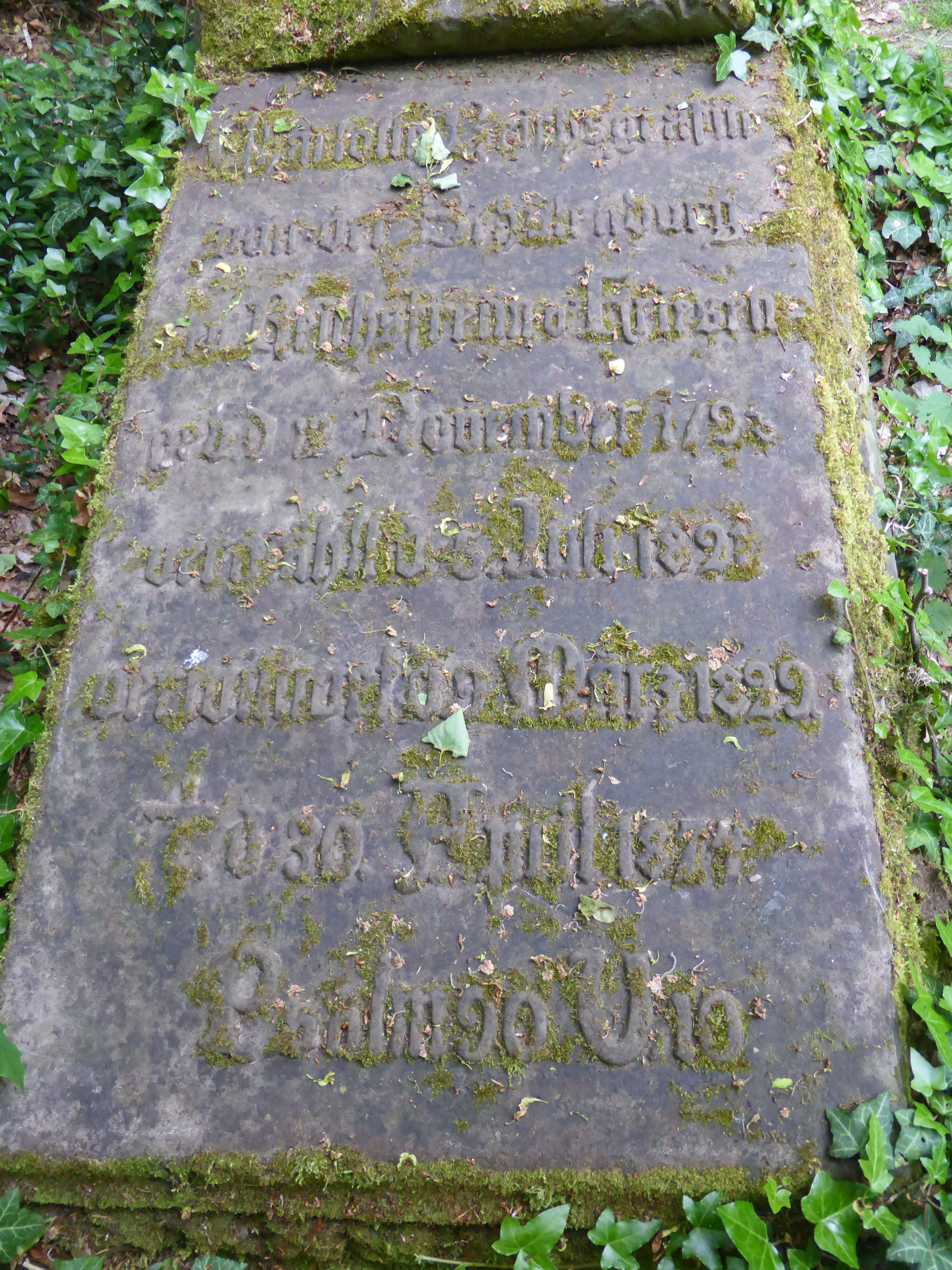
Grabstein Charlotte von der Schulenburg

Der Grabstein von Charlotte Reichsgräfin von der Schulenburg, geb. Reichsfreiin von Friesen aus dem Hause Rötha (* 12. November 1798 in Dresden; † 30. April 1874), gehört zu den ältesten auf dem Friedhof erhaltenen Grabmälern. Sie war die Tochter von Johann Georg Friedrich von Friesen (1757–1824) und Juliane Karoline von Friesen, geb. von der Schulenburg (1764–1803, einer Tochter von Gebhard Werner von der Schulenburg,).
Am 5. Juli 1821 heiratete sie Werner von der Schulenburg-Nimptsch (* 7. August 1797; † 9. März 1829), den Sohn aus der 1795 geschlossenen zweiten Ehe von Friedrich von der Schulenburg (1759–1825) und Karoline von Oppen (1772–1797), der Fideikommissherr auf Beetzendorf (Großer Hof) und Osterwohle wurde. Ihr erster Sohn Adolf Friedrich Werner verstarb 1823 kurz nach seiner Geburt, ihr zweiter, namentlich nicht bekannter Sohn 1825 bei der Geburt. 1827 bekam sie ihre Tochter Anna, die 1852 Wilhelm von Veltheim (1802–1868) heiratete und 1909 in Oberlößnitz verstarb. 1829, drei Wochen nach dem Tod ihres Ehemanns, wurde ihr Sohn Werner geboren.

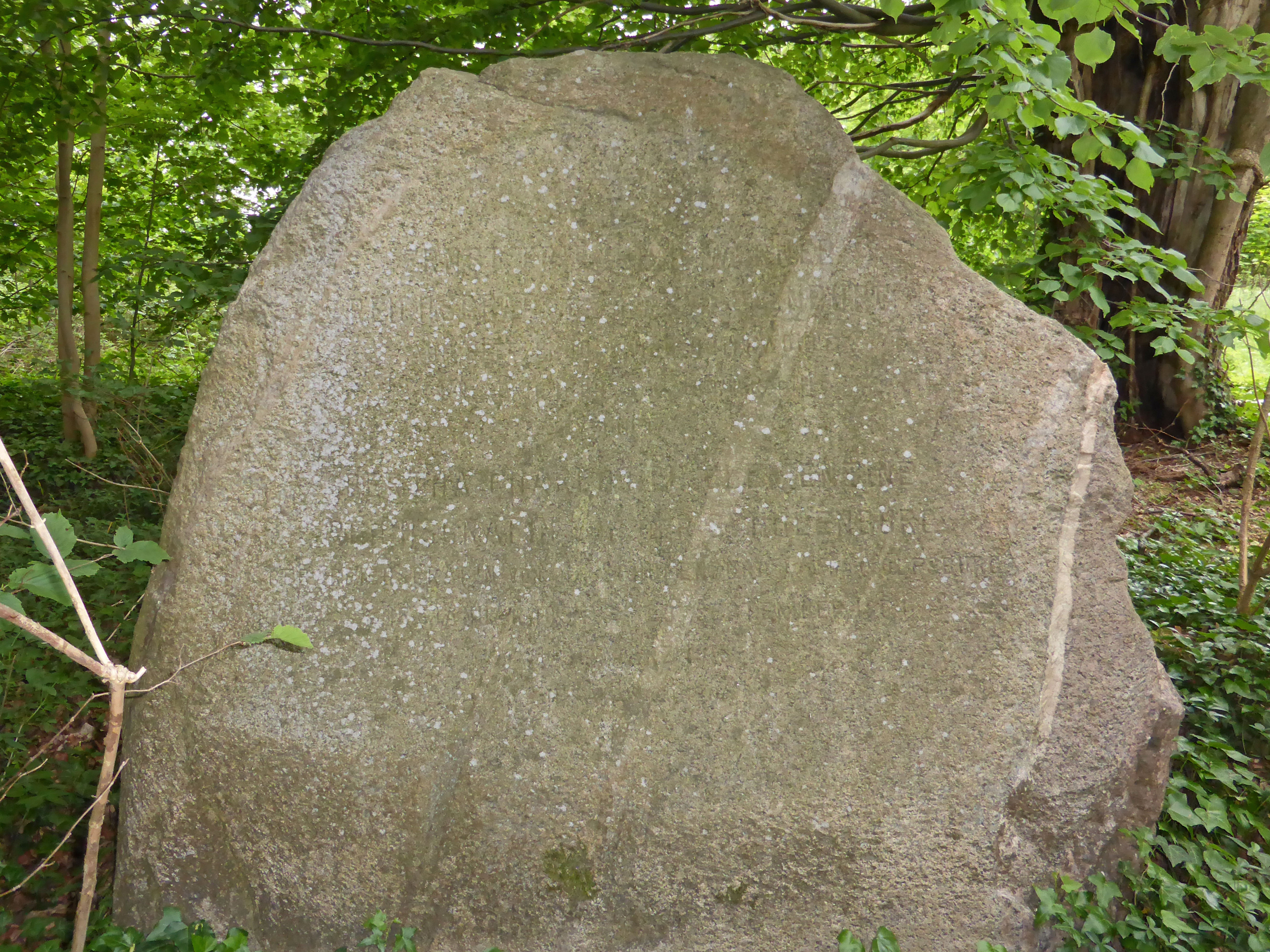
Gedenkstein Werner und Bertha von der Schulenburg

Ein Gedenkstein erinnert an Ernst Friedrich Werner Reichsgraf von der Schulenburg (* 1. April 1829 in Beetzendorf; † 5. Januar 1911 in Beetzendorf), Sohn von Werner von der Schulenburg (1797–1829) und Charlotte geb. von Friesen (1798–1874) sowie Enkel von Johann Georg Friedrich von Friesen; und seine Ehefrau Bertha Charlotte Clementine Reichsgräfin von der Schulenburg, geb. Reichsgräfin von der Schulenburg-Wolfsburg (* 15. Januar 1834 in Braunschweig; † 31. März 1918 in Beetzendorf), Tochter von Werner von der Schulenburg-Wolfsburg (1792–1861) und Charlotte geb. Freiin von Vincke (1797–1888).
Aus am 23. September 1854 in Wolfsburg geschlossenen Ehe gingen die Kinder Adolf Friedrich (1855), Helene (1856), Gertrud (1858), Bertha (1861), Achaz (1863), Anna Katharina Adelheid (1865), Anna (1868) und Ilse (1875) hervor.
Werner von der Schulenburg diente nach einem Besuch als Zögling an der Ritterakademie (Brandenburg an der Havel) als Offizier im 10. Husarenregiment und führte eine Landwehr-Escadron in der Main-Armee sowie eine Escadron in einem Reserveregiment. 1854 nahm er seinen Abschied vom Militärdienst und widmete sich der Bewirtschaftung der von seinem Vater geerbten Güter, den Fideikommiss Beetzendorf (Großer Hof) und Osterwohle, sowie zeitweise auch Klosterrode. Er war Mitglied des Preußischen Abgeordnetenhauses, des Kommunal- und Brandenburgischen Provinziallandtags, des Deutschen Reichstags, des Preußischen Herrenhauses und Vorsitzender der Deutschen Adelsgenossenschaft.

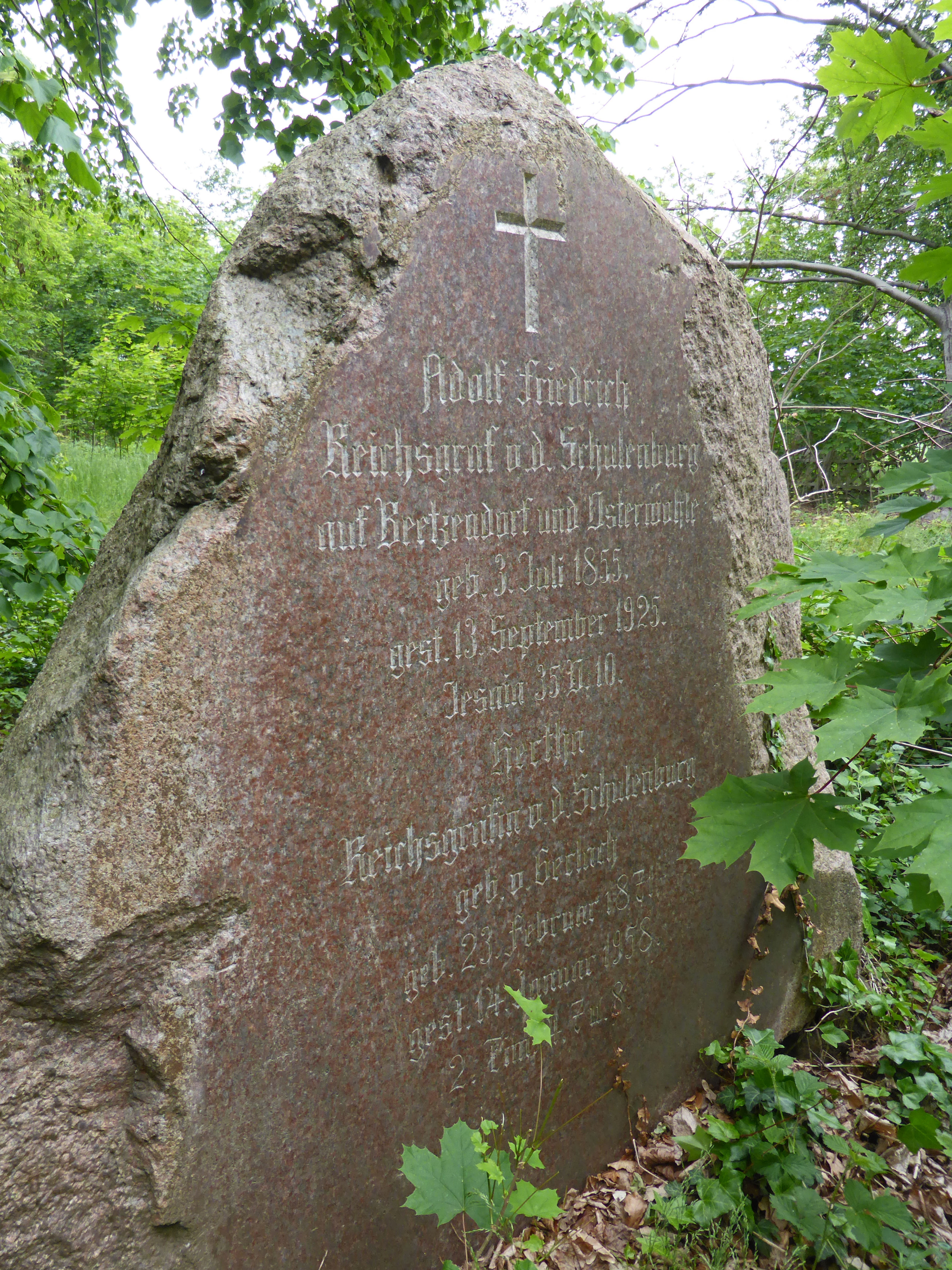
Gedenkstein Adolf Friedrich und Hertha von der Schulenburg

Ein weiterer Gedenkstein erinnert an Adolf Friedrich Reichsgraf von der Schulenburg (* 3. Juli 1855 in Beetzendorf; † 13. September 1925 in Beetzendorf), Sohn von Werner von der Schulenburg (1829–1911) und Bertha von der Schulenburg (1834–1918); und seine Ehefrau Hertha Reichsgräfin von der Schulenburg, geb. von Gerlach-Parsow (* 23. Februar 1871 in Köslin; † 14. Januar 1958 in Weimar), Tochter von August von Gerlach (1830–1906) und Asta geb. von Kleist (1840–1933).
1876 trat Adolf Friedrich Reichsgraf von der Schulenburg in das Königs-Ulanen-Regiment (1. Hannoversches) Nr. 13 ein, wechselte aber bereits im Folgejahr in das Regiment der Gardes du Corps. 1879 beendete er den aktiven Militärdienst und nahm ein Studium der Forstwissenschaft auf, dem eine Tätigkeit als Forstassessor und Oberförster folgte.
1907 heiratete er in Berlin, aus der Ehe gingen 1908 der Sohn Werner und 1910 die Tochter Asta (ab 1933 verheiratet mit Bernhard von Breitenbuch, Bruder von Eberhard von Breitenbuch) hervor. Nach dem Tod seines Vaters übernahm er 1911 den Fideikommiss Beetzendorf (Großer Hof) und Osterwohle. Im Ersten Weltkrieg war er stellvertretender Landrat des Landkreises Salzwedel. Seine Witwe wurde 1947 aus Beetzendorf ausgewiesen und zog zu ihrer Tochter.
Eine Gedenktafel erinnert seit 1993 an folgende Verstorbene, deren Gräber nach der Ausweisung der Familie von der Schulenburg aus Beetzendorf im Jahre 1945 geschändet wurden:

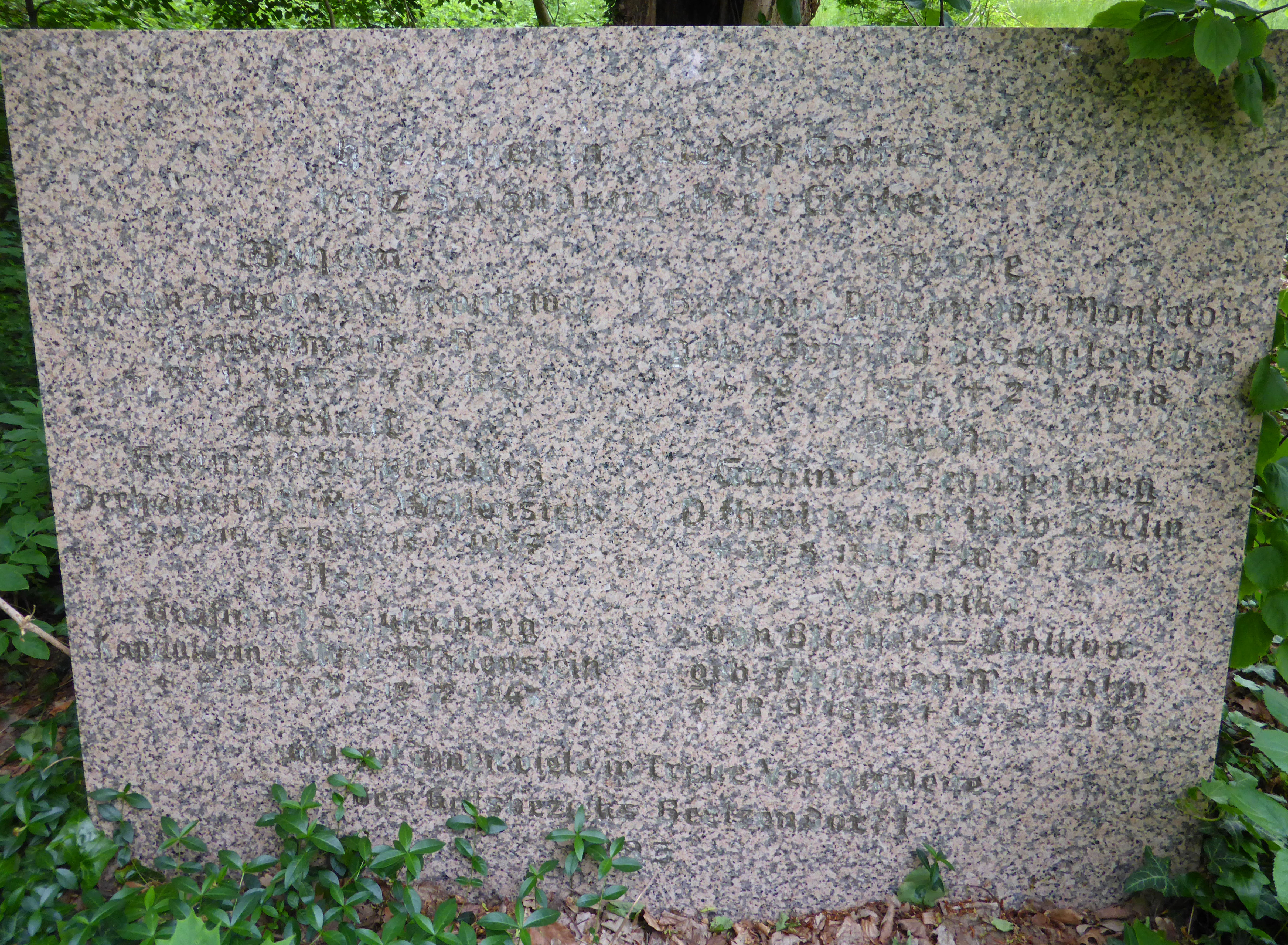
Gedenktafel

- Wilhelm Digeon von Monteton (* 24. November 1853 in Schönebeck; † 7. November 1931 in Celle), Kgl. preußischer Generalmajor; und seine Ehefrau Helene Baronin Digeon von Monteon, geb. Gräfin von der Schulenburg (* 28. Dezember 1856 in Beetzendorf; † 2. Januar 1948 in Beetzendorf), Tochter von Werner Graf von der Schulenburg aus Beetzendorf (1829–1911) und Bertha geb. Gräfin von der Schulenburg aus Wolfsburg (1834–1918), die er 1889 in Beetzendorf geheiratet hatte.
- Gertrud Gräfin von der Schulenburg (* 18. Oktober 1858 in Beetzendorf; † 17. April 1927 in Beetzendorf). Ihre Eltern waren Werner Graf von der Schulenburg aus Beetzendorf (1829–1911) und Bertha geb. Gräfin von der Schulenburg aus Wolfsburg (1834–1918). Sie war Dechantin im Stift Wallenstein in Fulda sowie langjährige Leiterin des niedersächsischen Paramentenvereins des Klosters Marienberg in Helmstedt, den ihre Tante Anna Gräfin von der Schulenburg (1826–1902) gegründet hatte.
- Bertha Gräfin von der Schulenburg (* 31. August 1861 in Beetzendorf; † 10. September 1940 in Beetzendorf). Ihre Eltern waren Werner Graf von der Schulenburg aus Beetzendorf (1829–1911) und Bertha geb. Gräfin von der Schulenburg aus Wolfsburg (1834–1918). Sie gründete die Frauenschule der Inneren Mission in Berlin, die sie bis 1934 selbst leitete. 1923 wurde sie von der theologischen Fakultät der Friedrich-Wilhelms-Universität zu Berlin mit dem Doktortitel geehrt. In der Berliner Parochialkirche fand eine große Trauerfeier für sie statt.
- Ilse Gräfin von der Schulenburg (* 8. September 1875 in Beetzendorf; † 12. Dezember 1947 in Klötze). Ihre Eltern waren Werner Graf von der Schulenburg aus Beetzendorf (1829–1911) und Bertha geb. Gräfin von der Schulenburg aus Wolfsburg (1834–1918). Sie war Kapitulanin im Stift Wallenstein in Fulda. Im Ersten Weltkrieg diente sie zunächst als Kriegsfürsorgerin in Berlin und Brüssel, 1918 leitete sie Soldatenheime im Norden von Frankreich. 1947 wurde sie aus dem Landkreis Salzwedel ausgewiesen und verstarb noch im gleichen Jahr in Klötze, das damals zum benachbarten Landkreis Gardelegen gehörte.
- Veronika von Blücher-Wolkow, geb. Freiin von Maltzahn (* 12. September 1892; † 12. August 1946). Ihre Eltern waren Hans-Mortimer von Maltzahn aus Vanselow (1863–1916) und Anna geb. von der Schulenburg aus Beetzendorf (1868–1961). Sie war mit Joachim von Blücher (1888–1980) verheiratet, der im Ersten Weltkrieg ihrem Vater unterstellt war. Aus der Ehe gingen die Kinder Gebhard (1914–1940), Cordula (1916–1994), Rosemarie (1920–?), Gunhild (1924–2011?) und Ernst (1926–2007?) hervor. Im März 1945 flüchtete sie vom Gut Wolkow (damals Landkreis Regenwalde in Pommern) und kam im Herbst 1945 auf den Großen Hof nach Beetzendorf, wo ihre Tochter Rosemarie seit 1943 mit Werner von der Schulenburg (1908–1979) verheiratet war. Am Umzug ihrer Tochter auf das Rittergut Nordsteimke im Oktober 1945 konnte sie aus gesundheitlichen Gründen nicht mehr teilnehmen. Ihr Ehemann verstarb erst 1980 und wurde in Lauenburg/Elbe bestattet.[5]

Ferner wird an die mit ihnen in Treue Verbundenen des Gutsbezirks Beetzendorf I gedacht.